# Nihonia
Nihonia é um gênero de gastrópodes pertencente a família Cochlespiridae.

## Espécies
- Nihonia australis (Roissy, 1805)[4]
- Nihonia circumstricta (Martens, 1901)[5]
- Nihonia maxima Sysoev, 1997[6]
- Nihonia mirabilis (Sowerby III, 1914)

### Espécies extintas:[7]
- †Nihonia birmanica (Vredenburg, 1921)
- †Nihonia pervirgo (Yokoyaina, 1928)
- †Nihonia shimajiriensis MacNeil, 1960
- †Nihonia santosi Sbuto, 1969
- †Nihonia soyomaruae (Otuka, 1959)
- †Nihonia sucabumiana (K. Martin, 1895)